# Micromelum integerrimum
Micromelum integerrimum är en vinruteväxtart som först beskrevs av Buch.-ham. och Henry Thomas Colebrooke, och fick sitt nu gällande namn av Max Joseph Roemer. Micromelum integerrimum ingår i släktet Micromelum och familjen vinruteväxter. Utöver nominatformen finns också underarten M. i. mollissimum.